# École des Hospitalières Saint-Gervais

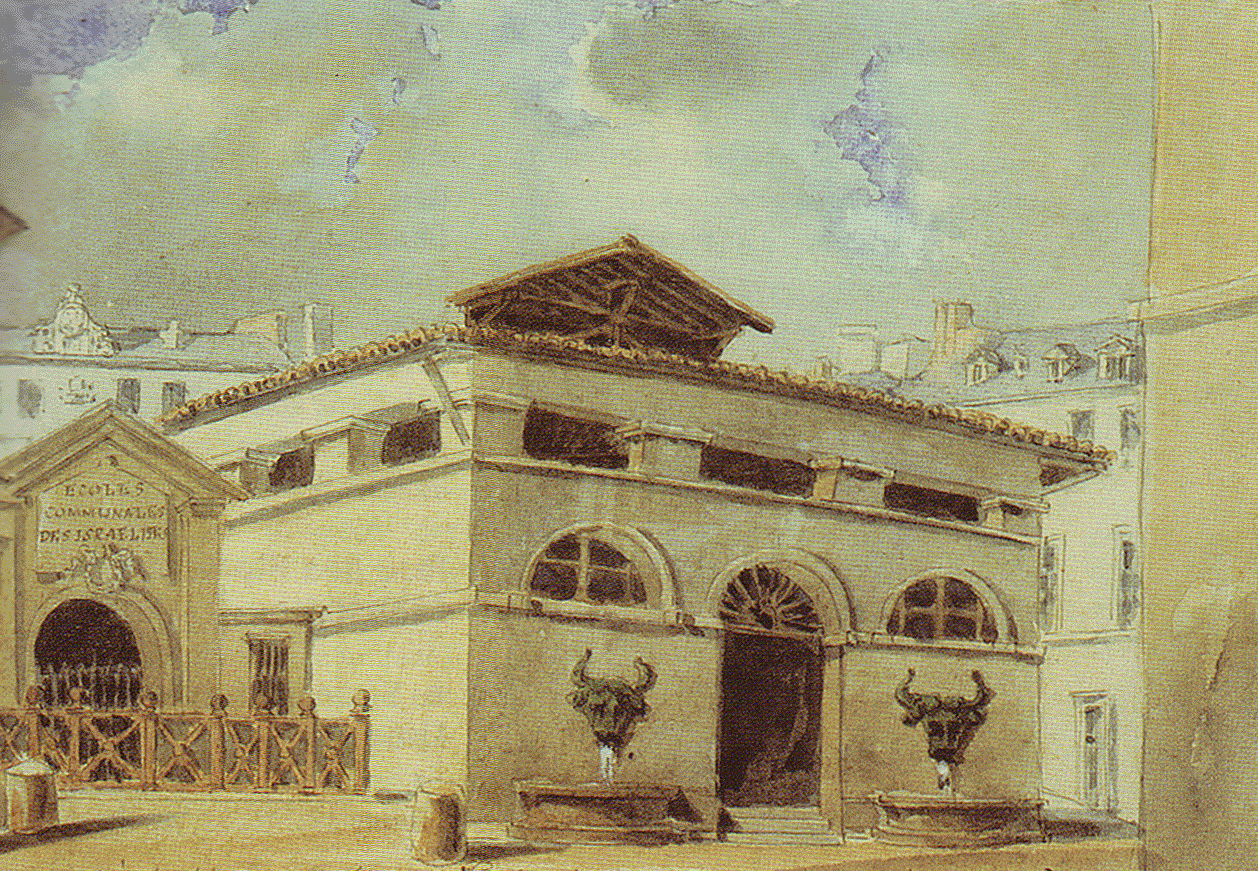
Zeichnung aus dem Jahr 1852: Eingang zur Schule (links) und Markthalle

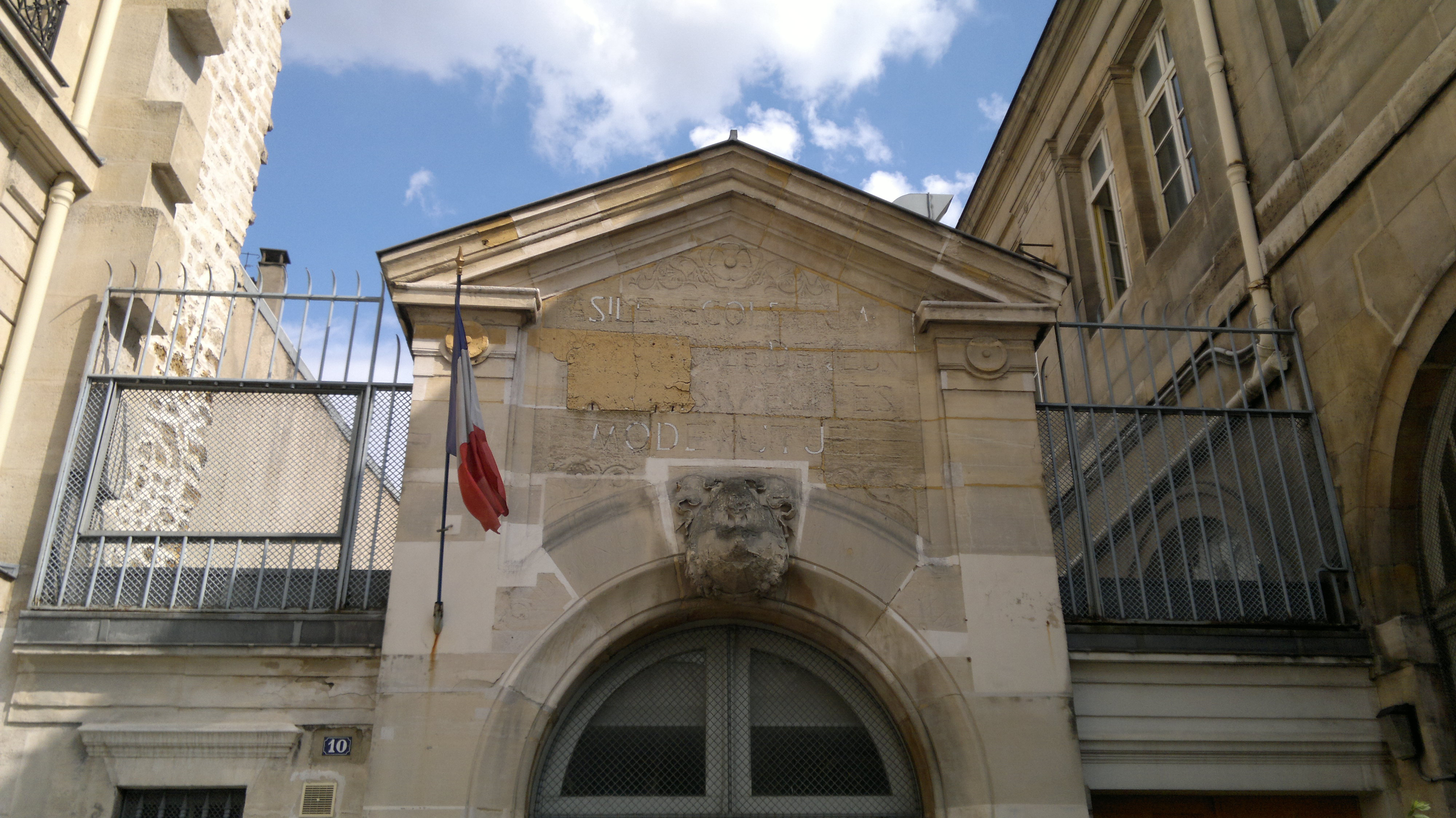
Eingang zur Schule

Die École des Hospitalières Saint-Gervais im Stadtteil Marais von Paris war die erste jüdische Schule in der Stadt. Sie wurde 1819 gegründet und 1846 in den Räumen einer ehemaligen Metzgerei in der Rue des Hospitalières Saint-Gervais Nr. 10 eingerichtet. Das Schulgebäude aus dem ersten Viertel des 19. Jahrhunderts ist seit 1970 als Monument historique klassifiziert.
Im Jahr 1833 wurde die Schule vom Staat anerkannt und 1880 von der Stadt Paris als öffentliche Schule übernommen. Der damalige Samstagsunterricht wurde nicht durchgeführt, da die Mehrheit der Schüler aus jüdischen Familien kamen und der Sabbat ein Ruhetag für die Juden ist.
Am 16. Juli 1942 wurden 165 jüdische Schüler dieser Schule mit ihren Eltern während des sogenannten Rafle du Vélodrome d’Hiver verhaftet und einige Tage später in die Vernichtungslager Osteuropas deportiert.
Heute befindet sich eine städtische École élémentaire (Grundschule) im Gebäude.